# Ozarba fuscescens
Ozarba fuscescens là một loài bướm đêm trong họ Noctuidae.